# Café Momus

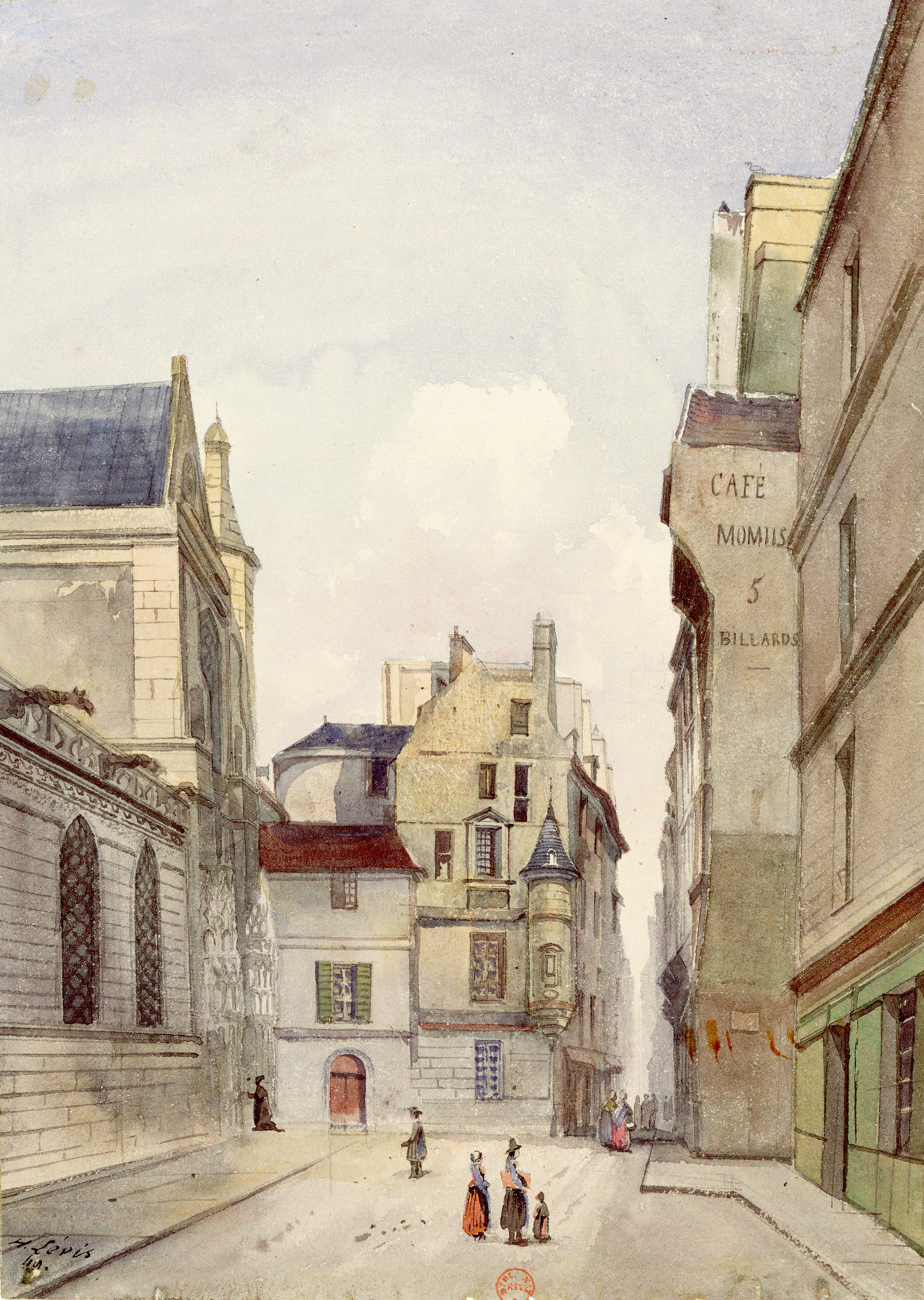
Le café Momus, à droite de l'image. La maison à tourelle est celle du presbytère de l'église Saint-Germain-l'Auxerrois, au no 22. Aquarelle par Henri Lévis (1849).

Le café Momus est un café du 1er arrondissement de Paris où se réunissaient la bohème et le monde littéraire au milieu du XIXe siècle. Il a été immortalisé par le roman d'Henry Murger, Scènes de la vie de bohème, et par l'opéra La Bohème de Giacomo Puccini qui en est tiré. Georges Courteline s’est inspiré de l’ambiance du café dans la pièce Un client sérieux.

## Histoire
Le café était situé au no 19,,, rue des Prêtres-Saint-Germain-l'Auxerrois, sur le côté de l'église Saint-Germain-l'Auxerrois, entre le palais du Louvre et le pont Neuf. Il s'étendait au rez-de-chaussée et au premier étage de cette maison. Le Journal des débats, l'un des principaux quotidiens de l'époque, de tendance libérale, était son voisin au no 17.
Là se retrouvaient des personnalités aussi diverses que Chateaubriand, Sainte-Beuve, Nadar, Gustave Courbet, Charles Baudelaire, Marc Trapadoux, Hippolyte Taine, Ernest Renan, Henry Murger.
L’origine de l’établissement est inconnue mais remonte au moins aux années 1810. Il était installé dans une maison à pignon paraissant dater du XVIe siècle, comme le montrent de nombreux dessins et plus tard, quelques photographies.
En novembre-décembre 1845, le café fait passer des annonces dans le journal Le Tintamarre : « Café Momus, rue des Prêtres-Saint-Germain-l'Auxerrois, 19, près l'Église. Ouverture de nouveaux salons, estaminet, 5 billards à tables d'ardoise. Cet établissement est connu par la modicité des prix et la qualité des objets fournis en consommation. On y lit tous les journaux français et étrangers ainsi que les revues. »
Le café Momus était effectivement réputé pour ses prix raisonnables. Dans son livre Histoire anecdotique des cafés et cabarets de Paris, Alfred Delvau raconte que l'hiver, pour se réchauffer, « on allait au café Momus, où la demi-tasse ne coûtait que cinq sous », et on pouvait se partager une demi-tasse à plusieurs « pour passer la journée à l'estaminet ». Ainsi, dans les années 1838-1848, dans le sillage d’Henry Murger, le café va attirer une clientèle de jeunes artistes désargentés, surnommée la Bohème.
Le café fait faillite et ferme définitivement en 1856. La même année, la maison échappe de peu aux démolitions pour l'agrandissement de la place du Louvre, comme on peut le voir sur une célèbre photographie de Baldus. Un marchand de couleurs prit sa place en 1860, ou peu après. L'étroit immeuble, qui a perdu son célèbre pignon au gré d'un remaniement ultérieur (vraisemblablement dans les années 1870), est aujourd'hui occupé par un hôtel.

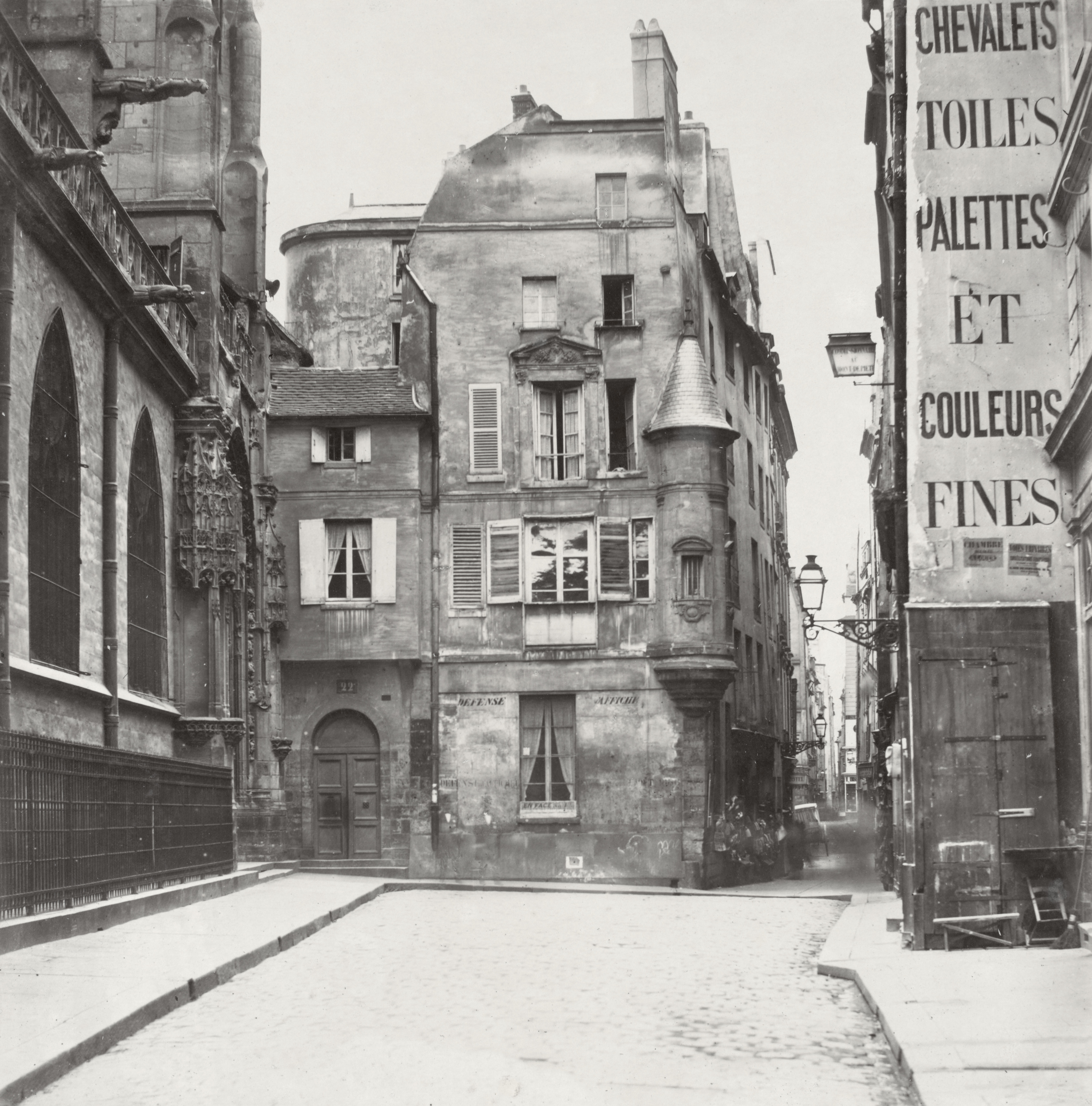
Le marchand de couleurs Colin a remplacé le café Momus sur cette photographie de Marville qui date du milieu des années 1860.

Dans le roman de Murger comme dans l'opéra de Puccini, c'est là que se retrouvent le poète Rodolphe (Henry Murger), le peintre Marcel (François Tabar), le musicien Schaunard (Alexandre Schanne), le philosophe Colline (Jean Wallon) et leurs amis.